# Thomas Krarup
Thomas Krarup (født 23. marts 1975) er direktør i Jammerbugt Kommunes forvaltning for Vækst- og Udvikling. En forvaltning, der omfatter erhverv, turisme, plan- og miljøopgaver, teknik, forsyning samt kultur og fritid. Han tiltrådte 1. april 2018.
I perioden 2014-2017 var Krarup rådmand for Ældre- og Handicapforvaltningen samt byrådsmedlem i Aalborg Kommune, valgt for Det Konservative Folkeparti.. Krarup udtrådte 31. marts 2018 af Aalborg Byråd. Krarup er student fra Midtfyns Gymnasium i Ringe i 1994, og er senere uddannet cand.scient.pol fra Aarhus Universitet i 2004.

## Politisk karriere

### Kommunalpolitik
Thomas Krarup blev valgt til byrådet i Aalborg Kommune med næstflest personlige stemmer på den konservative liste ved valget i 2009. Ved kommunalvalget i 2013 var Krarup spidskandidat for Det Konservative Folkeparti, og blev valgt med næsten 1.600 personlige stemmer. Efter konstitueringen blev dette til en rådmandspost. I foråret 2016 valgte de lokale konservative i Aalborg Kommune Krarup som borgmesterkandidat til kommunalvalget i 2017.

### Folketinget
Krarup blev første gang kandidat til Folketinget ved valget i 2007, men blev ikke valgt. I foråret 2010 blev Krarup valgt som folketingskandidat i Himmerlandskredsen. Jakob Axel Nielsen meddelte over sommeren, at han ikke ønskede at genopstille. Derfor blev Aalborg Vestkredsen ledig, og her meldte Krarup sig som kandidat og blev valgt af de lokale konservative. Krarup blev ikke valgt ved folketingsvalget i 2011.